# Олд Бриџ (Њу Џерзи)
Олд Бриџ (енгл. Old Bridge) насељено је место без административног статуса у америчкој савезној држави Њу Џерзи.

## Демографија
По попису из 2010. године број становника је 23.753, што је 920 (4,0%) становника више него 2000. године.
| Група             | 2000.          | 2010.          |
| Белци             | 18.403 (80,6%) | 17.091 (72,0%) |
| Афроамериканци    | 859 (3,8%)     | 1.041 (4,4%)   |
| Азијати           | 1.805 (7,9%)   | 2.630 (11,1%)  |
| Хиспаноамериканци | 1.501 (6,6%)   | 2.606 (11,0%)  |
| Укупно            | 22.833         | 23.753         |